# Párizs–Roubaix-kerékpárverseny
A Párizs–Roubaix (francia nyelven: Paris-Roubaix) egy országúti kerékpárverseny, egyike az öt Monumentumnak, az öt legnagyobb presztízzsel rendelkező egynapos versenynek. A rossz minőségű, macskaköves (ún. pavé) utak, és a gyakran hideg, esős észak-franciaországi időjárás által teremtett embertelen körülményei a legnevezetesebb és legnehezebb egynapos versennyé tették. Az Amaury Sport Organisation szervezi, akik többek között a Tour de France-ért is felelősek.

## Történet
A Párizs–Roubaix az egyik legrégebbi kerékpárverseny, először 1896-ban rendezték meg, azóta csak a világháborúk idején maradt el. Az ötlet két Roubaix-i gyárostól, Théo Vienne-től és Maurice Péreztől származott, akik az akkor még nevezetesebb Bordeaux-Párizs felkészülési versenyének szánták. Az utat végül egy francia újság szerkesztője dolgozta ki. Az első versenyt április 19-én rendezték meg, innen kapta az egyik becenevét : La Pascale, azaz a Húsvét. Összesen 188-an álltak rajthoz Párizsban a majdnem 300 kilométeres versenyen.

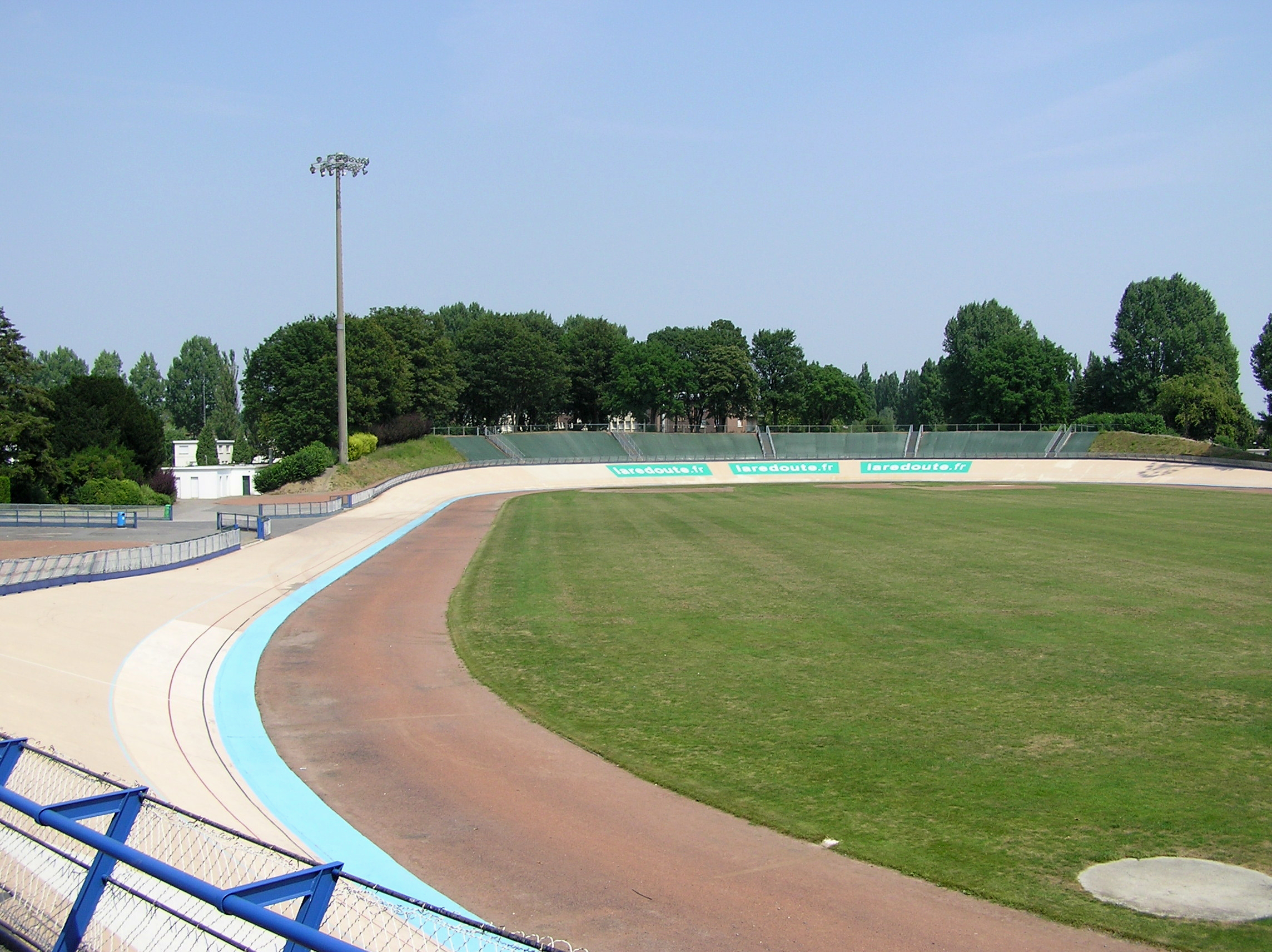
A befutó Roubaix-ban

A legnépszerűbb beceneve, a l'enfer du Nord, azaz az Észak Pokla, akkor ragadt rá, amikor a verseny az első világháború után az egykori frontvonalakon futott, a romok és kráterek között.
Eredetileg a verseny Párizs és a Roubaixben található velodrom között folyt, 1966-ban áttették a rajtot Chantillybe, 50 km-re Párizstól északra. 1977-től indul a mai helyéről Compiègne-ből, Párizstól 80 km-re északra. Az útvonal évről évre változik, ahogy az utakat újítják fel, a szervezőknek újabb elhanyagolt szakaszokat kell keresni, hogy a verseny ne veszítsen nehézségéből.
Az UCI Országúti Világkupa harmadik versenye volt, majd az UCI ProTour bevezetése után, annak része lett 2005-től 2007-ig. 2008-ban nem vették be a ProTour naptárba a szervezők és a Nemzetközi Kerékpáros Szövetség (UCI) nézeteltérései miatt.
A Párizs–Roubaix különlegessége, hogy a győztes a szokásos mutatós trófeák helyett egy kockakövet kap az útról, ennek ellenére ez az egyik legnagyobb eszmei értékkel bíró díj a kerékpárosok között.

### Kizárások és viták
1936-ban a belga Romain Maes és a francia Georges Speicher sprintelt a győzelemért. Szemmel láthatólag a belga nyert, de a győzelmet Speichernek adták, a flamand szurkolók nagy felháborodására.
Az 1949-es verseny végeredményének megállapításához több hónap és két nemzetközi konferencia kellett. André Mahé ért először célba, de útközben a versenybírók rossz felé irányították és más úton ment be a velodromba. Mahét hirdették ki győztesként, a második helyen az olasz Serse Coppi ért be, aki a híres Fausto Coppi testvére volt. Hónapokkal később a tiltakozások hatására Coppit is jogos győztesnek fogadták el, tehát a versenynek két győztese lett.
Többször történtek kizárások is. 1930-ban a francia Jean Maréchal győzelmét elvették és visszaminősítették 2. helyezettnek, miután az eredetileg második, belga Julien Vervaeckét belökte egy gödörbe verseny közben. 1934-ben Roger Lapébie-t kerékpárcsere miatt zárták ki, ami akkor nem volt megengedett a verseny alatt. Miután rájöttek, hogy a kerékpárjáról hiányzik a verseny elején felragasztott matrica, a második helyezett Gaston Rebry-t hirdették ki győztesként. A 2006-os versenyen három versenyzőt is kizártak: a belga Leif Hostét és Peter van Petegemet, valamint az orosz Vlagyimir Guszevet. A versenyt Fabian Cancellara nyerte és ők érkeztek be mögötte 2., 3. és 4. helyen, de mivel átkeltek egy lezárt vasúti átkelőn, miközben a többiek megvárták a vonatot, ezért az eredményüket törölték. Tom Boonen és Alessandro Ballan kerültek fel a dobogóra Cancellara mögött, aki még a lezárás előtt átért a síneken. A győzelme viszont nem ezen múlott, már ekkor elegendő előnyt szedett össze ahhoz, hogy az üldözői ne érjék utol.

## Az útvonal

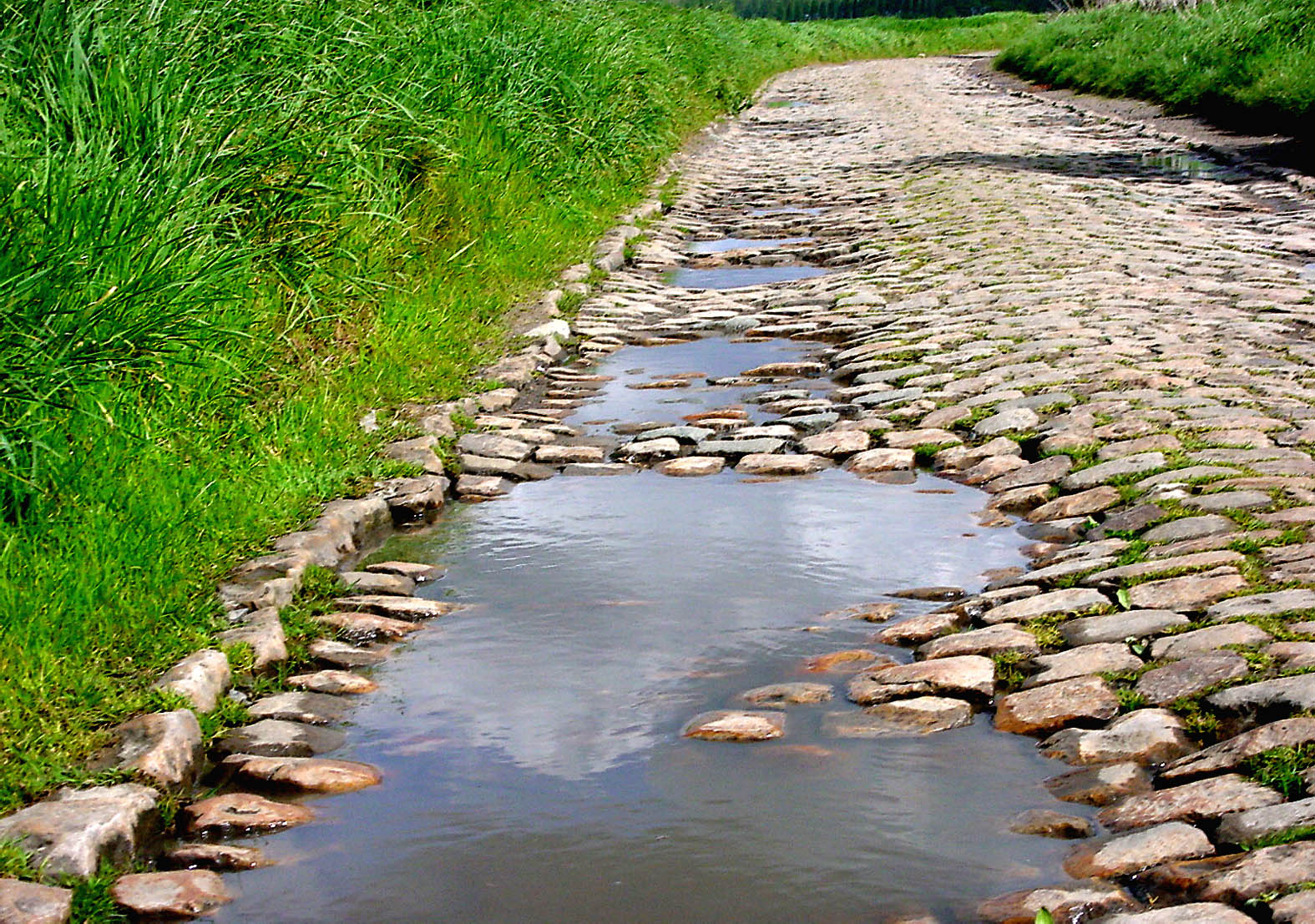
Macskaköves út Lille környékén

A verseny 260 km hosszú, Compiègne-ből indul és a Roubaix-i velodromba érkezik be. Az út Franciaország egykori szénbányász vidékeinek rossz minőségű, egyenetlenül macskakövezett földútjain is halad, általában több, mint 50 kilométeren át. A kerékpárosok a verseny végére sárosan, szétrázatva érkeznek meg Roubaix-ba. Gyakran fordulnak elő defektek, bukások. A kerékpárok vázát is az átlagosnál jobban megterheli az út, nem ritkák a letört kormányok, nyergek miatti kerékpárcserék.
Az utak minőségének javulása a 20. század során fenyegette a Párizs–Roubaix karakterisztikájának fennmaradását, a legtöbb macskaköves utat újraburkolták, vagy lezárták. 1965-ben már csak 22 km-t tettek meg pavén. Ezért 1968-ban a rendezők elkezdtek új szakaszokat keresni, így jutottak a Valenciennes-be vezető utakra, ahol még mindig megtalálható volt a macskaköves burkolat. Itt találtak rá a Trouée d'Arenbergre is, ami később a verseny szimbolikus részévé vált.
Ez egy 2400 méter hosszú, különösen rossz minőségű útszakasz egy erdőben Wallers mellett. Különlegességét az erdei klímának köszönheti. Ha a verseny többi szakaszán egyébként napos, meleg idő van, itt akkor is hideg az idő, az utak csúszósak, vizesek. Általában itt történik a legtöbb bukás a versenyen. Többek között a többszörös győztes Johan Museeuw is majdnem elvesztette egyik lábát itt egy esés következtében.

### A macskaköves szektorok
A rendezők osztályozzák a különböző szakaszokat hossz, útminőség és a versenyben lévő helye alapján.

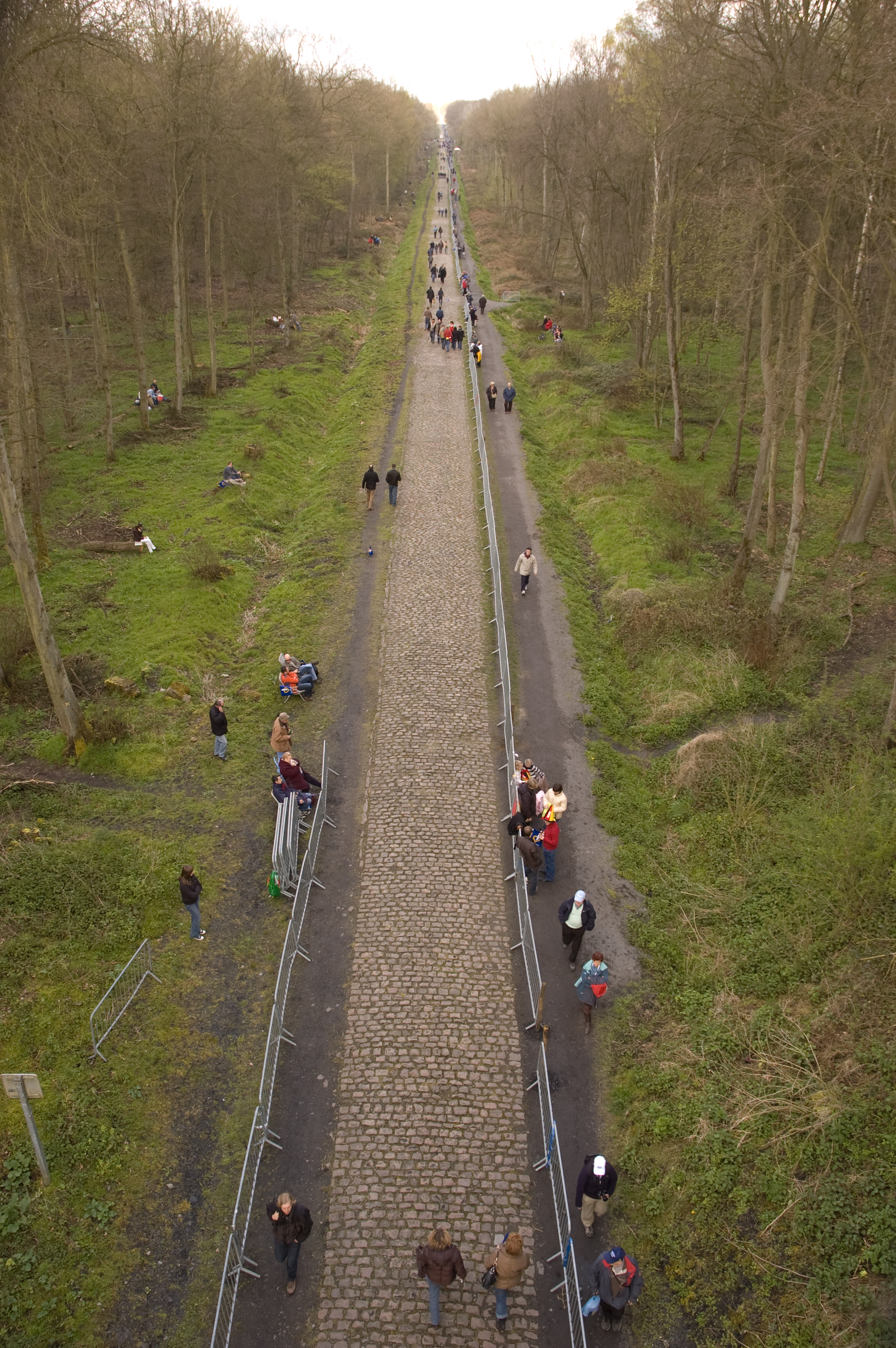
A Trouée d'Arenberg (2008)

| Szakasz | Név                            | Kilométer | Hossz (méterben) | Kategória |
| ------- | ------------------------------ | --------- | ---------------- | --------- |
| 28      | Troisvilles                    | 98        | 2200             | 3         |
| 27      | Viesly                         | 104       | 1800             | 3         |
| 26      | Quievy                         | 106,5     | 3700             | 4         |
| 25      | Saint-Python                   | 111,5     | 1500             | 2         |
| 24      | Vertain                        | 119       | 2000             | 3         |
| 23      | Capelle-sur-Ecaillon – Le Buat | 126       | 1700             | 3         |
| 22      | Verchain-Maugré – Quérénaing   | 138       | 1600             | 3         |
| 21      | Querenaing – Maing             | 141       | 2500             | 3         |
| 20      | Monchaux-sur-Ecaillon          | 144       | 1600             | 3         |
| 19      | Haveluy                        | 155,5     | 2500             | 4         |
| 18      | Trouée d'Arenberg              | 163,5     | 2400             | 5         |
| 17      | Wallers – Hélesmes             | 170       | 1600             | 4         |
| 16      | Hornaing – Wandignies          | 176,5     | 3700             | 3         |
| 15      | Warlaing – Brillon             | 184       | 2400             | 3         |
| 14      | Tilloy – Sars-et-Rosières      | 187,5     | 2400             | 3         |

| Szakasz | Név                                           | Kilométer | Hossz (méterben) | Kategória |
| ------- | --------------------------------------------- | --------- | ---------------- | --------- |
| 13      | Beuvry-la-Forêt – Orchies                     | 194       | 1400             | 3         |
| 12      | Orchies                                       | 199       | 1700             | 3         |
| 11      | Auchy-lez-Orchies – Bersée                    | 205       | 1200             | 2         |
| 10      | Mons-en-Pévèle                                | 210,5     | 3000             | 5         |
| 9       | Mérignies – Pont-à-Marcq                      | 216,5     | 700              | 2         |
| 8       | Pont-Thibaut                                  | 219,5     | 1400             | 3         |
| 7       | Templeuve l’Epinette Le Moulin de Vertain     | 225 225,5 | 200 500          | 1 2       |
| 6       | Cysoing – Bourghelles Bourghelles – Wannehain | 232 234,5 | 1300 1100        | 4         |
| 5       | Camphin-en-Pévèle                             | 239       | 1800             | 4         |
| 4       | Le Carrefour de l’Arbre                       | 242       | 2100             | 5         |
| 3       | Gruson                                        | 244       | 1100             | 2         |
| 2       | Hem                                           | 251       | 1400             | 1         |
| 1       | Roubaix                                       | 257,5     | 300              | 1         |

## Rekordok
A leggyorsabb versenyt a holland Peter Post futotta, aki 1964-ben 45.129 km/h-s átlagsebességgel nyerte meg a versenyt. Legtöbbször a belga Roger De Vlaeminck és Tom Boonen nyert, akik négyszer állhattak a dobogó tetején. Háromszoros győztesek Octave Lapize, Gaston Rebry, Rik van Looy, Eddy Merckx, Francesco Moser és Johan Museeuw. A legsikeresebb nemzet Belgium 54 győzelemmel, a második Franciaország 30-cal. A legtöbb versenyt a belga Raymond Impanis fejezte be: összesen 16-szor ért célba. A legidősebb győztes Gilbert Duclos-Lassalle, aki 38 évesen nyerte meg a versenyt. A legnagyobb különbségű győzelmet Eddy Merckx aratta: 1970-ben 5 perc 20 másodpercet vert a második helyezettre.

## Dobogósok
| Év   | Győztes                 | Második                 | Harmadik             |         |
| ---- | ----------------------- | ----------------------- | -------------------- | ------- |
| 1896 | Josef Fischer           | Charles Meyer           | Maurice Garin        |         |
| 1897 | Maurice Garin           | Mathieu Cordang         | Michel Frédérick     |         |
| 1898 | Maurice Garin           | Auguste Stéphane        | Édouard Wattelier    |         |
| 1899 | Albert Champion         | Paul Bor                | Ambroise Garin       |         |
| 1900 | Émile Bouhours          | Josef Fischer           | Maurice Garin        |         |
| 1901 | Lucien Lesna            | Ambroise Garin          | Lucien Itsweire      |         |
| 1902 | Lucien Lesna            | Édouard Wattelier       | Ambroise Garin       |         |
| 1903 | Hippolyte Aucouturier   | Claude Chapperon        | Louis Trousselier    |         |
| 1904 | Hippolyte Aucouturier   | César Garin             | Lucien Pothier       |         |
| 1905 | Louis Trousselier       | René Pottier            | Henri Cornet         |         |
| 1906 | Henri Cornet            | Marcel Cadolle          | René Pottier         |         |
| 1907 | Georges Passerieu       | Cyrille van Hauwaert    | Louis Trousselier    |         |
| 1908 | Cyrille van Hauwaert    | Georges Lorgeou         | François Faber       |         |
| 1909 | Octave Lapize           | Louis Trousselier       | Jules Masselis       |         |
| 1910 | Octave Lapize           | Cyrille van Hauwaert    | Eugène Christophe    |         |
| 1911 | Octave Lapize           | Alphonse Charpiot       | Cyrille van Hauwaert |         |
| 1912 | Charles Crupelandt      | Gustave Garrigou        | Maurice Léturgie     |         |
| 1913 | François Faber          | Charles Deruyter        | Charles Crupelandt   |         |
| 1914 | Charles Crupelandt      | Louis Luguet            | Louis Mottiat        |         |
| 1919 | Henri Pélissier         | Philippe Thys           | Honoré Barthélémy    |         |
| 1920 | Paul Deman              | Eugène Christophe       | Lucien Buysse        |         |
| 1921 | Henri Pélissier         | Francis Pélissier       | Léon Scieur          |         |
| 1922 | Albert Dejonghe         | Jean Rossius            | Émile Masson         |         |
| 1923 | Heinrich Suter          | René Vermandel          | Félix Sellier        |         |
| 1924 | Jules Van Hevel         | Maurice Ville           | Félix Sellier        |         |
| 1925 | Félix Sellier           | Pietro Bestetti         | Jules Van Hevel      |         |
| 1926 | Julien Delbecque        | Gustaaf Van Slembrouck  | Gaston Rebry         |         |
| 1927 | Georges Ronsse          | Joseph Curtel           | Charles Pélissier    |         |
| 1928 | André Leducq            | Georges Ronsse          | Charles Meunier      |         |
| 1929 | Charles Meunier         | Georges Ronsse          | Aimé Deolet          |         |
| 1930 | Julien Vervaecke        | Jean Maréchal           | Antonin Magne        |         |
| 1931 | Gaston Rebry            | Charles Pélissier       | Émile Decroix        |         |
| 1932 | Romain Gijssels         | Georges Ronsse          | Herbert Sieronski    |         |
| 1933 | Sylvère Maes            | Julien Vervaecke        | Léon Le Calvez       |         |
| 1934 | Gaston Rebry            | Jean Wauters            | Frans Bonduel        |         |
| 1935 | Gaston Rebry            | André Leducq            | Jean Aerts           |         |
| 1936 | Georges Speicher        | Romain Maes             | Gaston Rebry         |         |
| 1937 | Jules Rossi             | Albert Hendrickx        | Noël Declercq        |         |
| 1938 | Lucien Storme           | Louis Hardiquest        | Marcel Van Houtte    |         |
| 1939 | Émile Masson junior     | Marcel Kint             | Roger Lapébie        |         |
| 1943 | Marcel Kint             | Jules Lowie             | Louis Thiétard       |         |
| 1944 | Maurice Desimpelaere    | Jules Rossi             | Louis Thiétard       |         |
| 1945 | Paul Maye               | Lucien Teisseire        | Kléber Piot          |         |
| 1946 | Georges Claes           | Louis Gauthier          | Lucien Vlaemynck     |         |
| 1947 | Georges Claes           | Adolph Verschueren      | Louis Thiétard       |         |
| 1948 | Rik Van Steenbergen     | Émile Idée              | Georges Claes        |         |
| 1949 | Serse Coppi André Mahé  |                         | Frans Leenen         |         |
| 1950 | Fausto Coppi            | Maurice Diot            | Fiorenzo Magni       |         |
| 1951 | Antonio Bevilacqua      | Louison Bobet           | Rik Van Steenbergen  |         |
| 1952 | Rik Van Steenbergen     | Fausto Coppi            | André Mahé           |         |
| 1953 | Germain Derycke         | Donato Piazza           | Wout Wagtmans        |         |
| 1954 | Raymond Impanis         | Stan Ockers             | Marcel Rijckaert     |         |
| 1955 | Jean Forestier          | Fausto Coppi            | Louison Bobet        |         |
| 1956 | Louison Bobet           | Fred De Bruyne          | Jean Forestier       |         |
| 1957 | Fred De Bruyne          | Rik Van Steenbergen     | Leon Vandaele        |         |
| 1958 | Leon Vandaele           | Miguel Poblet           | Rik Van Looy         |         |
| 1959 | Noël Foré               | Gilbert Desmet          | Marcel Janssens      |         |
| 1960 | Pino Cerami             | Tino Sabbadini          | Miguel Poblet        |         |
| 1961 | Rik Van Looy            | Marcel Janssens         | René Vanderveken     |         |
| 1962 | Rik Van Looy            | Emile Daems             | Frans Schoubben      |         |
| 1963 | Emile Daems             | Rik Van Looy            | Jan Janssen          |         |
| 1964 | Peter Post              | Benoni Beheyt           | Yvo Molenaers        |         |
| 1965 | Rik Van Looy            | Edward Sels             | Willy Vannitsen      |         |
| 1966 | Felice Gimondi          | Jan Janssen             | Gustaaf De Smet      |         |
| 1967 | Jan Janssen             | Rik Van Looy            | Rudi Altig           |         |
| 1968 | Eddy Merckx             | Herman Vanspringel      | Walter Godefroot     |         |
| 1969 | Walter Godefroot        | Eddy Merckx             | Willy Vekemans       |         |
| 1970 | Eddy Merckx             | Roger De Vlaeminck      | Eric Leman           |         |
| 1971 | Roger Rosiers           | Herman Vanspringel      | Marino Basso         |         |
| 1972 | Roger De Vlaeminck      | André Dierickx          | Barry Hoban          |         |
| 1973 | Eddy Merckx             | Walter Godefroot        | Roger Rosiers        |         |
| 1974 | Roger De Vlaeminck      | Francesco Moser         | Marc Demeyer         |         |
| 1975 | Roger De Vlaeminck      | Eddy Merckx             | André Dierickx       |         |
| 1976 | Marc Demeyer            | Francesco Moser         | Roger De Vlaeminck   |         |
| 1977 | Roger De Vlaeminck      | Willy Teirlinck         | Freddy Maertens      |         |
| 1978 | Francesco Moser         | Roger De Vlaeminck      | Jan Raas             |         |
| 1979 | Francesco Moser         | Roger De Vlaeminck      | Hennie Kuiper        |         |
| 1980 | Francesco Moser         | Gilbert Duclos-Lassalle | Dietrich Thurau      |         |
| 1981 | Bernard Hinault         | Roger De Vlaeminck      | Francesco Moser      |         |
| 1982 | Jan Raas                | Yvon Bertin             | Gregor Braun         |         |
| 1983 | Hennie Kuiper           | Gilbert Duclos-Lassalle | Francesco Moser      |         |
| 1984 | Sean Kelly              | Rudy Rogiers            | Alain Bondue         |         |
| 1985 | Marc Madiot             | Bruno Wojtinek          | Sean Kelly           |         |
| 1986 | Sean Kelly              | Rudy Dhaenens           | Adrie van der Poel   |         |
| 1987 | Eric Vanderaerden       | Patrick Versluys        | Rudy Dhaenens        |         |
| 1988 | Dirk Demol              | Thomas Wegmüller        | Laurent Fignon       |         |
| 1989 | Jean-Marie Wampers      | Dirk De Wolf            | Edwig Van Hooydonck  |         |
| 1990 | Eddy Planckaert         | Steve Bauer             | Edwig Van Hooydonck  |         |
| 1991 | Marc Madiot             | Jean-Claude Colotti     | Carlo Bomans         |         |
| 1992 | Gilbert Duclos-Lassalle | Olaf Ludwig             | Johan Capiot         |         |
| 1993 | Gilbert Duclos-Lassalle | Franco Ballerini        | Olaf Ludwig          |         |
| 1994 | Andréi Chmil            | Fabio Baldato           | Franco Ballerini     |         |
| 1995 | Franco Ballerini        | Andréi Chmil            | Johan Museeuw        |         |
| 1996 | Johan Museeuw           | Gianluca Bortolami      | Andrea Tafi          |         |
| 1997 | Frédéric Guesdon        | Jo Planckaert           | Johan Museeuw        |         |
| 1998 | Franco Ballerini        | Andrea Tafi             | Wilfried Peeters     |         |
| 1999 | Andrea Tafi             | Wilfried Peeters        | Tom Steels           |         |
| 2000 | Johan Museeuw           | Peter Van Petegem       | Erik Zabel           |         |
| 2001 | Servais Knaven          | Johan Museeuw           | Romāns Vainšteins    |         |
| 2002 | Johan Museeuw           | Steffen Wesemann        | Tom Boonen           |         |
| 2003 | Peter Van Petegem       | Dario Pieri             | Vjacseszlav Jekimov  |         |
| 2004 | Magnus Bäckstedt        | Tristan Hoffman         | Roger Hammond        |         |
| 2005 | Tom Boonen              | George Hincapie         | Juan Antonio Flecha  |         |
| 2006 | Fabian Cancellara       | Tom Boonen              | Alessandro Ballan    |         |
| 2007 | Stuart O'Grady          | Juan Antonio Flecha     | Steffen Wesemann     |         |
| 2008 | Tom Boonen              | Fabian Cancellara       | Alessandro Ballan    |         |
| 2009 | Tom Boonen              | Filippo Pozzato         | Thor Hushovd         |         |
| 2010 | Fabian Cancellara       | Thor Hushovd            | Juan Antonio Flecha  |         |
| 2011 | Johan Vansummeren       | Fabian Cancellara       | Maarten Tjallingii   |         |
| 2012 | Tom Boonen              | Sébastien Turgot        | Alessandro Ballan    |         |
| 2013 | Fabian Cancellara       | Sep Vanmarcke           | Niki Terpstra        |         |
| 2014 | Niki Terpstra           | John Degenkolb          | Fabian Cancellara    |         |
| 2015 | John Degenkolb          | Zdeněk Štybar           | Greg Van Avermaet    |         |
| 2016 | Mathew Hayman           | Tom Boonen              | Ian Stannard         |         |
| 2017 | Greg Van Avermaet       | Zdeněk Štybar           | Sebastian Langeveld  |         |
| 2018 | Peter Sagan             | Silvan Dillier          | Niki Terpstra        |         |
| 2019 | Philippe Gilbert        | Nils Politt             | Yves Lampaert        |         |
| 2020 | törölve                 | törölve                 | törölve              | törölve |
| 2021 | Sonny Colbrelli         | Florian Vermeersch      | Mathieu van der Poel |         |
| 2022 | Dylan van Baarle        | Wout van Aert           | Stefan Küng          |         |
| 2023 | Mathieu van der Poel    | Jasper Philipsen        | Wout van Aert        |         |
| 2024 | Mathieu van der Poel    | Jasper Philipsen        | Mads Pedersen        |         |
| 2025 |                         |                         |                      |         |